# Walter Hildebrand (Admiral)

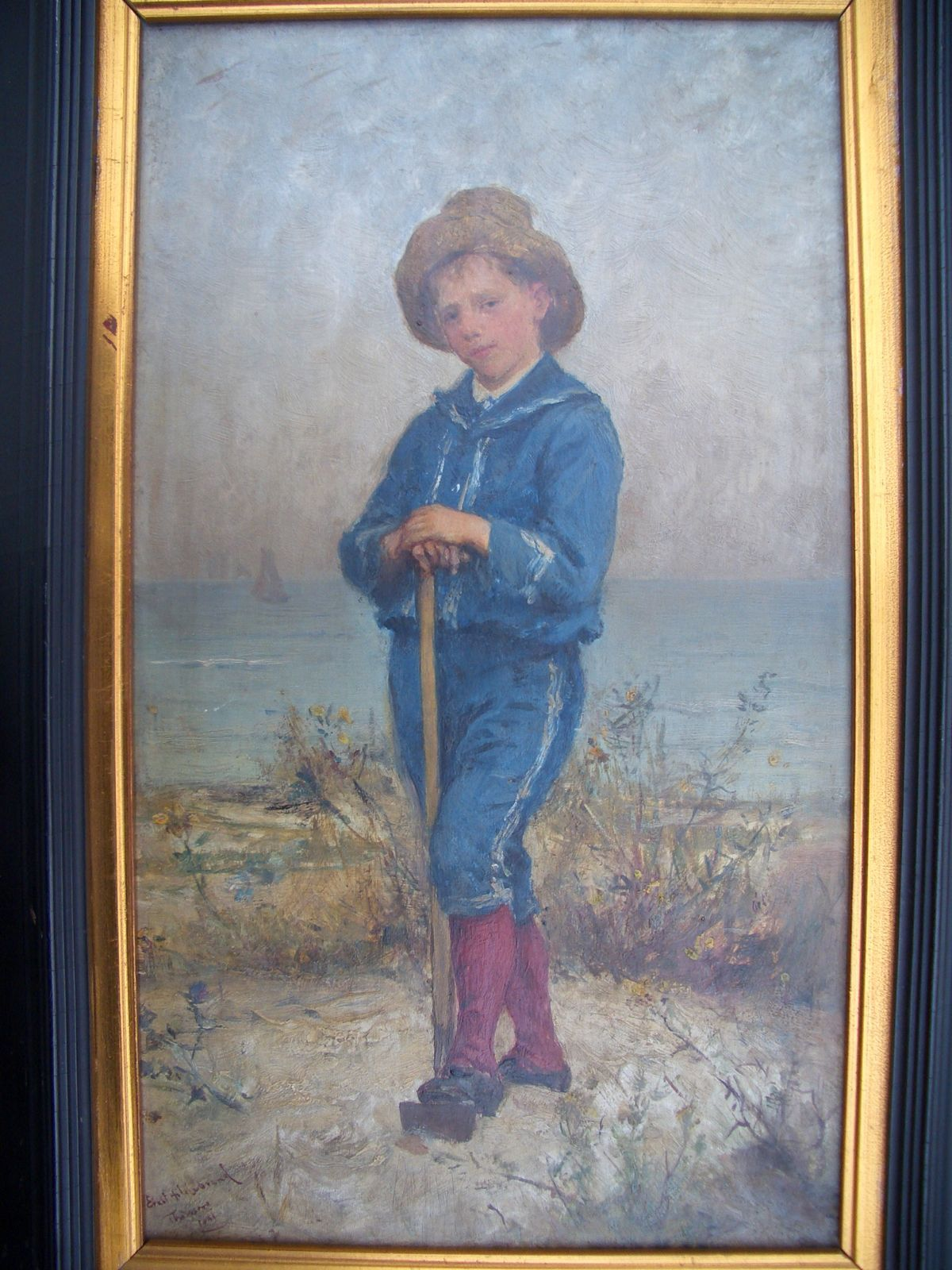
Porträt von Walter Hildebrand, gemalt von seinem Vater Ernst, ca. 1881.

Walter Ernst Hildebrand (* 1. Mai 1873 in Berlin; † 27. Februar 1923 ebenda) war ein deutscher Seeoffizier, zuletzt Konteradmiral der Reichsmarine.

## Leben
Walter Hildebrand war ein Sohn des Professors Ernst Hildebrand. Er ging von 1879 bis 1892 auf die Seminarschule zu Karlsruhe. Sein Vater lehrte zu dieser Zeit an der Kunstschule zu Karlsruhe. Walter Hildebrand besuchte später das Königliche Wilhelm-Gymnasium und das Falkrealgymnasium, beides in Berlin.
Am 9. April 1892 (Crew 92) trat er als Kadett in die Kaiserliche Marine ein. 1898/1899 war er als Leutnant zur See auf der Kreuzerkorvette Prinzeß Wilhelm in Ostasien. In Ostasien blieb Hildebrand ebenfalls als er 1901/1902 als Torpedooffizier auf das Linienschiff Weißenburg kommandiert war und als er von 1903 bis 1905 als Erster Offizier auf dem Kanonenboot Luchs diente. Von da an war er bis 1908 als Admiralstabsoffizier bei der Marinestation der Ostsee. Anschließend übernahm er bis 1909 das in Konstantinopel stationierte Stationsschiff Loreley und war bis Herbst 1912 als Dezernent in der militärischen Abteilung des Reichsmarineamtes. Er diente ab Frühjahr 1913 auf der Preußen als Erster Offizier.
Von November 1914 bis 3. September 1915 war er als Korvettenkapitän und später zum Fregattenkapitän befördert, Kommandant des Kleinen Kreuzers Thetis mit welchem er Anfang August 1915 am Vorstoß in die Rigaer Bucht teilnahm. Anschließend wurde er zur Verfügung der Station der Nordsee gesetzt. Anfang Januar 1916 übernahm er bis zur Verlegung des Schiffes nach Danzig Mitte Februar 1917 das Kommando über den Kleinen Kreuzer Berlin. Er wurde für ein Jahr erster Kommandant der Nürnberg. In dieser Position erfolgte am 31. Mai 1917 seine Beförderung zum Kapitän zur See und nahm mit der Nürnberg am 17. November 1917 an dem zweiten Seegefecht bei Helgoland teil. Nachdem er im Januar 1918 kurz als Kommandant das Großlinienschiff Kaiserin übernommen hatte, übernahm er bis Anfang Dezember 1918 den Großen Kreuzer Hindenburg.
Bis Kriegsende hatte er neben den beiden Klassen des Eisernen Kreuzes noch den Königlichen Kronen-Orden 2. Klasse mit Schwertern verliehen bekommen.
In die Reichsmarine übernommen war Hildebrand von November 1920 bis April 1921 stellvertretender Befehlshaber der Seestreitkräfte der Nordsee. Vom 22. August 1921 an, war er bis zu seinem Tode Chef des Allgemeinen Marineamtes (B) der Marineleitung. Am 1. Dezember 1921 war er in dieser Position zum Konteradmiral befördert worden.